# Eberhard Fricke
Eberhard Fricke (* 24. März 1931 in Paderborn; † 16. November 2013 in Düsseldorf) war ein deutscher Verwaltungsjurist und regionaler landeskundlicher Forscher.

## Leben
Fricke legte 1951 das Abitur ab und studierte von 1951 bis 1955 Rechtswissenschaften an den Universitäten Münster, Freiburg und Bonn. Er wurde 1957 zum Dr. promoviert und legte 1959 die große juristische Staatsprüfung ab.
Anschließend trat er 1960 in die Finanzverwaltung des Landes Nordrhein-Westfalen in Düsseldorf ein. Ab 1965 war im Ministerium der Finanzen des Landes Nordrhein-Westfalen tätig. Im Rahmen des Entwicklungsprojektes Finanzschule Brasilia wurde er 1973 Referatsleiter und Dozent in Rio de Janeiro. Bereits 1974 kehrte er als Gruppenleiter in das Finanzministerium in Düsseldorf zurück, wo er zuletzt Leitender Ministerialrat in der Haushaltsabteilung war.
Nach der Deutschen Wiedervereinigung folgte von 1990 bis 1991 eine Abordnung in das Ministerium der Finanzen des Partnerlandes Brandenburg, um das neue Land bei dem Aufbau der Verwaltung zu helfen. Anschließend war er vom 1. November 1991 bis 1995 der erste Präsident des Landesrechnungshofs Brandenburg.
Fricke promovierte 1957 über die Geschichte des Stilkinger Lehngerichts. Sein schriftstellerisches Werk als Regionalforscher umfasst nach der Biographie von Karin Müller (2013) mehr als 150 Titel und enthält insbesondere Arbeiten zur süderländischen Freigerichtsbarkeit, der Feme. Im Haushaltsrecht setzte er sich kritisch mit der Staatsverschuldung in Nordrhein-Westfalen auseinander.

## Auszeichnungen
- Kulturpreis des Landkreises Lüdenscheid (1973)
- Bundesverdienstkreuz am Bande (1983)
- Bundesverdienstkreuz 1. Klasse (1988)